# Politique forestière de l'Union européenne
Bien que 40 % de la zone UE soit enforestée, jusqu'en 1998, la politique forestière de l'Union européenne était inexistante. En 1998, une stratégie émerge, mais relève essentiellement de la compétence des États-membres, l'Union contribuant à sa mise en œuvre en se fondant sur le principe de subsidiarité et sur le concept de responsabilité partagée. Il s'agit donc de coordonner les politiques des États membres dans ce secteur et de les compléter par des initiatives communautaires.
Le 10 mars 2005, la Commission européenne a publié une communication, la Communication de la Commission au Conseil et au Parlement européen - Rapport sur la mise en œuvre de la stratégie forestière de l’Union européenne, dans lequel les institutions analyse les progrès accomplis grâce à la stratégie forestière de l'Union européenne, lancée en 1998,.
En septembre 2013, la Commission européenne a adopté une « Stratégie de l'UE en faveur des forêts ».

## Origine, histoire
La politique forestière ne figurait pas explicitement dans l'Annexe II du traité de Rome, laquelle énonce une liste de produits, essentiellement agricoles, qui sont susceptibles de faire l'objet d'une politique communautaire après acceptation à la majorité qualifiée par les États membres. Le « bois » n'est pas pris en compte par cette liste, bien que le liège y figure. 
L'absence de référence aux forêts dans cette annexe n'interdit pas la mise en place d'une politique forestière communautaire formelle, mais cela implique des décisions prises à l'unanimité et non pas à la majorité qualifiée. De fait, la mise en place d'une telle politique s'est heurté au veto de certains États tels que l'Allemagne, le Danemark et le Royaume-Uni.
Afin de pallier ces veto, l'Union européenne a peu à peu esquissé puis précisé plusieurs versions d'une stratégies forestières à l'aide d'autres politiques existantes : au travers de la politique agricole, de mesures en faveur de la protection de l'environnement, et par l'existence de programme de soutien au développement rural puis en 2013 publier sa première stratégie formalisée. 
Dans le même temps la commission a mis en place une action communautaire de surveillance environnementale dite « Forest Focus » (2003-2007), qui intègre depuis 2002 les politiques européennes de protection des forêts contre la pollution atmosphérique et contre les incendies (antérieurement cadrées par deux autres règlements). Elle visait à surveiller de manière harmonisée, étendue, globale et à long terme l'état des écosystèmes forestiers européens.
Finalement, la « Stratégie de l'UE en faveur des forêts » publiée en 2013 vise une gestion soutenable des forêts, qui garantisse leur protection, et s'affirme comme pilier essentiel du développement rural mais aussi de la protection de l'environnement et de la biodiversité et des services écosystémiques, ainsi que pour la filière bois, la bioénergie et la lutte contre le changement climatique. La stratégie encourage une approche globale et plus cohérente, elle invite à mieux prendre en compte les incidences des autres politiques et des changements environnementaux sur les forêts, elle invite aussi à créer un système d'information européen sur les forêts alimenté par des données sur les forêts collectées de manière harmonisée à l'échelle de l'Europe 
Le nouveau cadre stratégique élaboré par le Parlement européen et le Conseil avec les États-membres à partir de 2011 (année internationale des forêts) et avec de nombreux acteurs de la forêt pour être finalisé en septembre 2013. Il cherche à mieux répondre aux pressions anthropiques et climatiques qui affectent les forêts ainsi qu'aux évolutions sociétales et stratégiques qui se sont affirmées de 2000 à 2015. La stratégie souhaite une vision holistique et une forêt multifonctionnelle contribuant à la fois au développement rural, aux entreprises, à l'environnement, aux bioénergies et à la protection du Climat, appuyée sur la recherche et le développement. Pour cela, les acteurs peuvent s'appuyer sur les programmes REDD+ et FLEGT (Forest Law Enforcement, Governance and Trade). 

Une « initiative connexe » de la Commission porte sur un « schéma directeur » détaillant des mesures correctives susceptible d'aider la filière bois de l'UE à surmonter ses problèmes.

## Sources

## Compléments